# 白水繁彦
白水 繁彦（しらみず しげひこ、1948年 - ）は、日本の社会学者、文化心理学者、駒澤大学および武蔵大学名誉教授。エスニック・コミュニティやローカル・コミュニティのメディア、海外日系人や沖縄系人を中心とするエスニック文化・エスニック・アイデンティティの変容、質的調査法などを主たる研究領域としてきた。

## 来歴
| 年表                  | 経歴 |
| --------------------- | --- |
| 1948年月日不明        | 佐賀県佐賀市生まれ |
| 1967年3月 - 1971年3月 | 佐賀西高校卒業、成城大学文芸学部卒、同大学院日本常民文化専攻修士課程修了                                                                    |
| 大学修了後            | 東京大学客員教授（社会情報研究所 現・情報学環)、早稲田大学、慶應義塾大学、立教大学、千葉大学、青山学院大学、成城大学などの非常勤講師を歴任  |
| 大学修了後            | Graceland University (Iowa州、1977年 - 1978年）、University of Hawaii, Manoa（1985年 - 1986年においてVisiting Scholarとして教育・研究に従事 |
| 1991年4月 - 1992年9月 | テレビ朝日『CNNデイブレイク』金曜日メインキャスター ※番組登板から半年は、同日の『ANNニュースフレッシュ』担当キャスターを兼務                |
| その他                | 神奈川県広報ビデオ審査委員、放送番組国際交流センター委員などを務める                                                                        |
| その他                | 社会学博士（立教大学）、高千穂大学教授、武蔵大学教授を歴任                                                                                  |
| 2008年                | 駒澤大学グローバル・メディア・スタディーズ学部教授                                                                                          |
| 2015年度 - 2017年度   | 駒澤大学大学院グローバル・メディア研究科委員長                                                                                              |

## 著書
- 『海外ウチナーンチュ活動家の誕生：民族文化主義の実践』御茶の水書房　2018
- 『ハワイ日系社会ものがたり：ある帰米二世ジャーナリストの証言』白水、鈴木啓編　御茶の水書房　2016
- 『ハワイにおけるアイデンティティ表象：多文化社会の語り・踊り・祭り』白水編著　御茶の水書房　2015
- 『多文化社会ハワイのリアリティー： 民族間交渉と文化創生』白水編著 御茶の水書房 2011
- 『イノベーション社会学 普及論の概念と応用』御茶の水書房 2011
- 『移動する人びと、変容する文化： グローバリゼーションとアイデンティティ』白水編著 御茶の水書房 2008
- 『エスニック・メディア研究: 越境・多文化・アイデンティティ』明石書店 2004
- 『エスニック・メディア： 多文化社会日本をめざして』白水編著 明石書店 1996
- 『エスニック文化の社会学：コミュニティ・リーダー・メディア』日本評論社 1998
- 『コミュニケーションと文化変動：メディア・コミュニティ・普及』白桃書房 1988
- 『現代地域メディア論』田村紀雄共編著 日本評論社 2007
- 『米国初期の日本語新聞』田村紀雄共編 勁草書房 1986
- 『日本人と海外移住』明石書店、共著（日本移民学会編）2018
- 『日本人のしつけ：その伝統と変容』野口武徳共著 帝国地方行政学会 1973
- 『新版メディア・コミュニケーション論 II 』橋元良明他と共著 北樹出版 2005
- 『多様化するメディア環境と人権』武蔵大学社会学部編 御茶の水書房 2006
- 『テレビニュースの解剖学：映像時代のメディア・リテラシー』小玉美意子他と共著 新曜社 2008

## 翻訳
- タン・コクセン『シンガポール育ち：ある苦力の自伝』刀水書房 1981
- マイケル・アージル『労働の社会心理』奥山正司共訳 法政大学出版局 りぶらりあ選書 1983

## 論文
- ”A Sociological Study of Ethnic Media-A case of Hawaii's Japanese newspapers before WWII-”『ソシオロジスト』No.21, 2019, pp.101-119
- 「ウチナーンチュ・ボランティアのアイデンティティと民族文化主義～ハワイのオキナワン・フェスティバルにおける半構造化インタビュー [Ⅱ] 」『Journal of Global Media Studies』No.24, pp.1-31.
- 「ハワイ日系移民の社会史：日本人移民が残したもの」日本移民学会編『日本人と海外移住』明石書店　2018
- 「ウチナーンチュ・ボランティアのアイデンティティと民族文化主義～ハワイのオキナワン・フェスティバルにおける半構造化インタビュー [Ⅰ] 」『Journal of Global Media Studies』No.23, pp.1-30.
- 「エスニック・メディアの社会学的研究：ハワイ日系新聞最盛期の新聞人の事例」『研究所年報』35号（駒澤大学ジャーナリズム・政策研究所）35号、2015・2016（2018年3月発行）pp.85-110.
- 「エスニック・ジャーナリストの誕生：ハワイ沖縄系社会におけるビデオ制作者のメディアグラフィー」『成城文藝』第240号.2017. pp.161-185.
- 「ディアスポラ・エージェント研究～オーストラリアにおけるブラジル映画祭主催者の事例～」『Journal of Global Media Studies』No.19, 2016. pp.71-96.
- 「女性が「自立」するということ～ライフストーリーから読み解く高学歴女性の適応のストラテジー～」『Journal of Global Media Studies』No.17/18, 2015. pp.55-67.
- 「在日外国人とメディア～ブラジル人架橋アクターの語りとメディアのあり方～」『Journal of Global Media Studies』No.15, 2014.pp.1-18.
- "The Creation of Ethnicity: Hawaii's Okinawan Community", in 'Japan Social Innovation Journal', 2013. Vo1.3, No.1. pp.19-35
- "Acculturation and Ethnic Identity: A Case of Hawaii's Japanese and Okinawan". in 'Journal of Global Media Studies',  No. 12, 2013, pp.1-30
- 「グローバリゼーションのなかのエスニック・メディア」　吉原和男編　『人の移動事典』　丸善出版　2013. pp.324-325
- 「メディアとローカル化―ハワイのコリア語メディアと主流メディアの事例から―」『Journal of Global Media Studies』No.6,2009.pp.9-25 （2010年３月刊行)
- 「在日エスニック・メディアが同胞社会と地域社会を結ぶ」隔月刊『をちこち(遠近)』31号(2009年10月発行)所収
- 「エスニック・メディアと言語」『日本語学』2009年5月（臨時増刊号 Vol.28-6)　明治書院発売、pp.163-172.
- 「エスニック・マイノリティとメディア」浜田純一・田島泰彦・桂敬一編『新訂　新聞学』（日本評論社、2009年5月刊）所収、pp.406- 417.
- 「移民周年祭研究序説　-　ハワイ日系百年祭の事例から　-　」『移民研究年報』第15号（2009年3月）pp.27-49.
- 「コミュニティ・ジャーナリストの志向と役割　－ディアスポラ変容エージェントのメディアグラフィー『ソシオロジスト』（武蔵大学社会学会）No.10(2008)所収
- 渡邊欣雄他編　『沖縄民俗辞典』（吉川弘文館、2008年8月刊）に「二世兵士」「帰米二世」「エスニック・メディア」の項目を執筆
- 「フェスティバル、フード、そしてアイデンティティ～ハワイにおける「沖縄料理」の政治学序説～」『武蔵大学総合研究所紀要』No.16, 2007.(pp.43-63)
- 「ハワイのウチナーンチュと沖縄：持ちつ持たれつの関係」『琉球新報』2006年4月27日～6月15日の間8回連載
- 「エスニック・コミュニティのリーダーシップ～ハワイ沖縄系社会にみるエスニック文化主義の普及活動～」『武蔵大学総合研究所紀要』No.15、2006年3月（佐藤万里江と共著）
- 「日本人外交官殺害事件」ニュースに関わる情報行動─「『9.11（同時多発テロ）』ニュースに関わる情報行動」との比較を通じて─」『武蔵大学総合研究所紀要』No.14、2005年、3月（小玉美意子らと共著）
- 「ウチナーンチュ・スピリットのゆくえ―エスニシティで繋がる世界―」『コミュニケーション科学』（東京経済大学紀要）2006年3月
- 「エスニック文化とアイデンティティの世代間継承―ハワイ沖縄系コミュニティにおける事例研究―」　『移民研究年報』No.10. 2004年3月
- "Japan's Ethnic Media: Little Fish in Big Pond Reach Out to Expats" in 'Japan Media Review' (University of Southern California) Posted: 2004-11-18 http://ojr.org/japan/research/1099706235.php
- "Japan's Ethnic Media: Brazilian Newspapers Evolve With Community" in 'Japan Media Review' (USC) posted 2004-11-22　http://ojr.org/japan/research/1100839408.php

（2003年以前は省略）

## 参考
- [ISBN 978-4-275-00922-7]
- 『現代日本人名録』2002年
- http://www.zd.em-net.ne.jp/~shige/index.html